# Marie van Schwarzburg-Rudolstadt

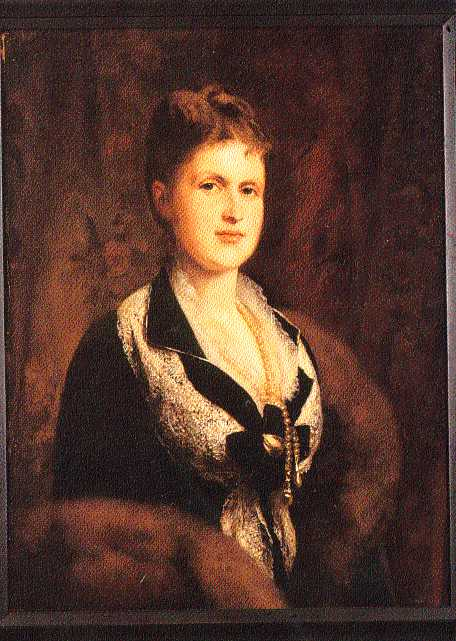
Marie van Schwarzburg-Rudolstadt

Marie Karoline Auguste (Raben Steinfeld, 29 januari 1850 — Den Haag, 22 april 1922), prinses van Schwarzburg-Rudolstadt, was het oudste kind van prins Adolf van Schwarzburg-Rudolstadt (1801-1875) en prinses Mathilde van Schönburg-Waldenburg (1826-1914).
Prinses Marie trouwde in 1868 met Frederik Frans II van Mecklenburg-Schwerin (1823-1883). Ze was zijn derde vrouw. Uit dit huwelijk zijn vier kinderen geboren:
- Elisabeth Alexandrine (1869-1955), gehuwd met Frederik August II van Oldenburg
- Frederik Willem Adolf Gunther (1871-1897)
- Adolf Frederik (1873-1969), koloniaal politicus; gehuwd met Victoria Feodora, dochter van Hendrik XXVII Reuß jongere linie
- Hendrik Wladimir Albrecht Ernst (1876-1934), gehuwd met koningin Wilhelmina der Nederlanden

Prinses Marie overleed in 1922 in Den Haag. Zij bevond zich namelijk in Den Haag om haar jongste kind prins Hendrik te feliciteren met zijn 46ste verjaardag. De koninklijke lijkkoets bracht het stoffelijk overschot van Paleis Noordeinde naar het station. De kist ging vervolgens per trein naar Duitsland waar de prinses begraven werd. 
- Gemeinsame Normdatei: 128263180
- Virtual International Authority File: 55194303
- WorldCat: E39PBJrGwtgWTwvqmcYMxKmGHC